# Cascada atmosférica extensa

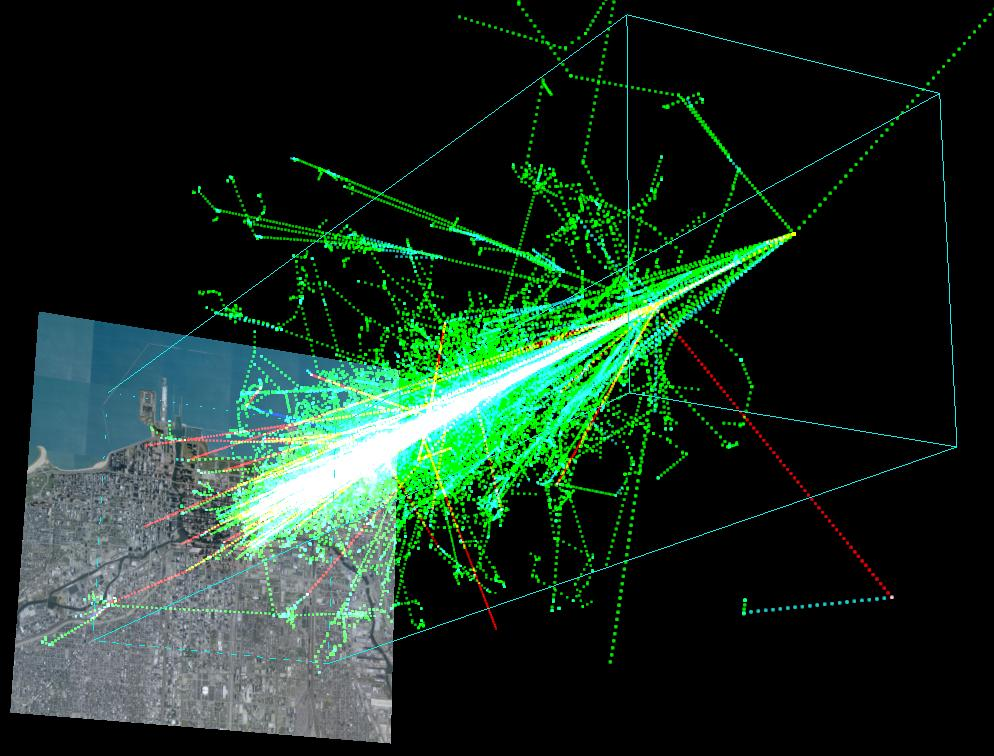
Simulación de una cascada de rayo cósmico formada cuando un protón con 1TeV (1e12 eV) de energía golpea la atmósfera 20 kilómetros sobre la superficie terrestre.

Una cascada atmosférica extensa (del inglés: Extensive Air Shower, acrónimo EAS) es un proceso cuántico de alta energía que se desarrolla en la atmósfera terrestre cuando un rayo cósmico primario penetra en esta.
Hay dos tipos de cascadas atmosféricas: las cascadas electromagnéticas, inducidas por rayos gamma o leptones (generalmente electrones o positrones), y las cascadas hadrónicas, iniciadas por la interacción de un hadrón cósmico de alta energía (generalmente un protón) con un núcleo de la atmósfera.
En el primer caso el rayo gamma primario que penetra en la atmósfera produce, al interactuar con el campo coulombiano de los átomos de la atmósfera, un par electrón-positrón, estas partículas sucesivamente, por Bremsstrahlung producen otros rayos gamma de alta energía que producen más pares en cadena hasta que la energía de las partícula es suficientemente baja (<80 MeV) como para permitir otros procesos de disipación como el efecto Compton y la absorción fotoeléctrica.
En el segundo caso la partícula de alta energía interactúa directamente con un núcleo de la atmósfera produciendo varios iones y partículas elementales, entre las cuales se encuentran los piones {\displaystyle \pi ^{0}}, {\displaystyle \pi ^{+}} y {\displaystyle \pi ^{-}}. Los {\displaystyle \pi ^{0}} decaen rápidamente a dos rayos gamas que producen cascadas electromagnéticas equivalentes a las descritas anteriormente, mientras los otros producen neutrinos y muones. En general, además, los iones producidos del impacto inicial tienen todavía suficiente energía como para iniciar nuevas cascadas desde el impacto con otros átomos de la atmósfera. 
Finalmente, también se producen muones y neutrinos del decaimiento de los kaones y piones cargados. Generalmente estos se llevan una parte apreciable de la energía (5%) que llega hasta el suelo. 
El diferente proceso de formación de las cascadas hace que también su forma y desarrollo en la atmósfera sea diferente, mientras las cascadas electromagnéticas producen una única traza a lo largo de la dirección del rayo gamma y en general empiezan a gran altura en la atmósfera, las cascadas hadrónicas tienen un aspecto más ensanchado y formado por varios componentes, ya que la dispersión de momento trasversal generada por los impactos con los átomos es mayor que en el caso de las cascadas electromagnéticas. Este hecho se utiliza en un telescopio Cherenkov para discriminar los rayos gamma del fondo de cascadas hadrónicas producidas por los rayos cósmicos.